# Raiffeisenbank Wartberg an der Krems
Die Raiffeisenbank Wartberg an der Krems eGen ist eine österreichische Regionalbank mit Sitz in Wartberg an der Krems. Die Bank unterhält einen Standort und beschäftigt rund 13 Mitarbeiter. Die Raiffeisenbank Wartberg ist eine von vier selbständigen Raiffeisenbanken im Bezirk Kirchdorf.

## Wirtschaftliche Daten

### Standorte
Die Raiffeisenbank betreibt eine Bankstelle in Wartberg an der Krems. Der Standort ist im Bezirk Kirchdorf gelegen.

### Bilanzdaten
Der Jahresabschluss zum 31. Dezember 2021 zeigt für die Raiffeisenbank Wartberg an der Krems eine Bilanzsumme von EUR 165,8 Millionen. Im Jahr 2020 lag die Bilanzsumme bei EUR 148,7 Millionen. Die Anzahl der Mitarbeiter wurde mit 13 angegeben.

## Geschichte
Der Genossenschaftsvertrag ist auf den 1. Dezember 1901 datiert. In den 1990er Jahren wurde der Firmenwortlaut von Raiffeisenkasse auf Raiffeisenbank geändert. Im Jahr 2021 konnte die Bank das 120. Bestandsjubiläum feiern.

## Raiffeisengenossenschaft
Die Raiffeisenbank Wartberg an der Krems ist als Genossenschaftsbank organisiert, genauso wie rund 350 weitere Primärbanken von Raiffeisen Österreich. Als Genossenschaftsbank gehört sie den Mitinhabern, welche Geschäftsanteile gezeichnet haben. Die rund 70 oberösterreichischen Raiffeisenbanken sind gemeinsame Eigentümer der Raiffeisenlandesbank Oberösterreich, die Landesbanken wiederum sind Mehrheitseigentümer der Raiffeisen Bank International. Rechtliche Grundlagen sind das österreichische Bankwesengesetz (BWG), das Genossenschaftsgesetz, das Genossenschaftsrevisionsgesetz und die (von der Generalversammlung beschlossenen) Statuten.
Organe der Raiffeisenbank Wartberg an der Krems sind der Vorstand, der Aufsichtsrat und die genossenschaftliche Generalversammlung.